# Eigenzeit (Soziologie)
Eigenzeit ist ein Begriff der Zeitsoziologie mit unmittelbaren Verbindungen zur Biologie und zur Psychologie. Er bringt zum Ausdruck, dass Prozesse in der Natur und damit auch beim Menschen innerhalb bestimmter Zeiträume erfolgen und eine bestimmte Dauer brauchen.
Vorgänge in der Natur, wie Wachstum oder Veränderung, brauchen eine bestimmte Zeit. Dies trifft auch auf den Menschen zu und bedeutet bezüglich Lernprozessen, dass auch Lernphasen in Zeiträumen erfolgen, die z. B. Begreifen, Spielen, kreativ sein bis hin zum Anwenden des Gelernten erlauben. In der Natur gibt es weniger lineare Zeitmodelle als Entwicklungen, die in Rhythmen und Zyklen funktionieren. Vielen Entwicklungen stehen andere regulierende Entwicklungen gegenüber, z. B. stehen Wachstums- und Blütezeiten auch Phasen des Niedergangs und Sterbens gegenüber. Auf Leistungen folgen Phasen der Regeneration oder Reproduktion. Genetisch bedingt sind in der Regel sensible Phasen bei Lebewesen, in denen Entwicklungen überhaupt möglich sind.
Das Bestreben des Menschen, seine Bedürfnisse zu befriedigen, ist ein Ansatzpunkt der Gestalttherapie: Das Entstehen eines Bedürfnisses bis zu seiner Befriedigung bildet eine Gestalt. In der Therapie geht es folglich darum, diese Prozesse im Fluss zu halten nach dem Motto Don't push the river. Anschaulich dargestellt sind der Kontakt-Zyklus und mögliche Störungen bei Alfred Zinker, wo Bedürfnisse in den Fokus der Aufmerksamkeit treten, Kräfte mobilisiert werden, es zu einer aktiven Handlung kommt (vergleiche auch Appetenzverhalten) und durch einen Kontakt mit Selbst und Umwelt erfüllt wieder in den Hintergrund treten.
Eigenzeiten kollidieren mit wirtschaftlichen Interessen und dem Glauben an Fortschritt, wo maximale Steigerungen an Produktivität und damit verbundener Geschwindigkeit erwünscht sind. Im Turbokapitalismus wird ein eher lineares Zeitmodell mit exponentiellem Wachstum zugrunde gelegt und etablierte Strukturen und der Takt des Finanzmarktes und der Maschinenproduktion ignorieren im schlimmsten Fall Eigenzeiten. Zeitmanagement kann dann als reine Effektivitätssteigerung fehlleiten und folglich Burnout oder Depressionen hervorrufen. Auch Multitasking erreicht hier seine Grenzen. Zeitforscher, wie Karlheinz Geißler oder Fritz Reheis, fordern daher eine Entschleunigung der heutigen Gesellschaft.